# Janagere, Kunigal
Janagere là một làng thuộc tehsil Kunigal, huyện Tumkur, bang Karnataka, Ấn Độ.